# Dubai (1970)
Dubai is een Britse documentaire uit 1970, geregisseerd door Rodney Giesler. De première van de film was in 1970 in het Verenigd Koninkrijk. Dubai duurt 25 min. en de commentator is Robert Beatty. De documentaire gaat over de maatschappij van Dubai en onder meer de betekenis van de olie-industrie daarin.